# Gentlemen of Aspen Rugby Football Club
Maillots
Actualités
Le Gentlemen of Aspen RFC est un club de rugby à XV américain.

## Historique
Le Gentlemen of Aspen RFC apparait en 1968, mais participe à son premier championnat en 1977.

## Palmarès
- Champion de la Rugby Super League en 1997, 2001 et 2002.
- Champion de la Men's D1 Club Championship en 2000 et 2009.